# 구텐베르크 은하계
구텐베르크 은하계는 마샬 맥루언의 대표적인 저서 중 하나로, 1962년에 출간되어 세계 12개국어로 번역된 책이다. 이 책에서는 요하네스 구텐베르크의 인쇄기를 균일화, 획일화로 대표되는 근대사회의 병폐의 원인이라고 비판한다.